# Flic Flac
Der Circus Flic Flac zeigt eine Show mit Elementen von Akrobatik, Stunts und Slapstick, die auf einer Bühne umgesetzt wird. Er wurde im Jahre 1989 von den Brüdern Benno und Lothar Kastein in Bocholt gegründet.

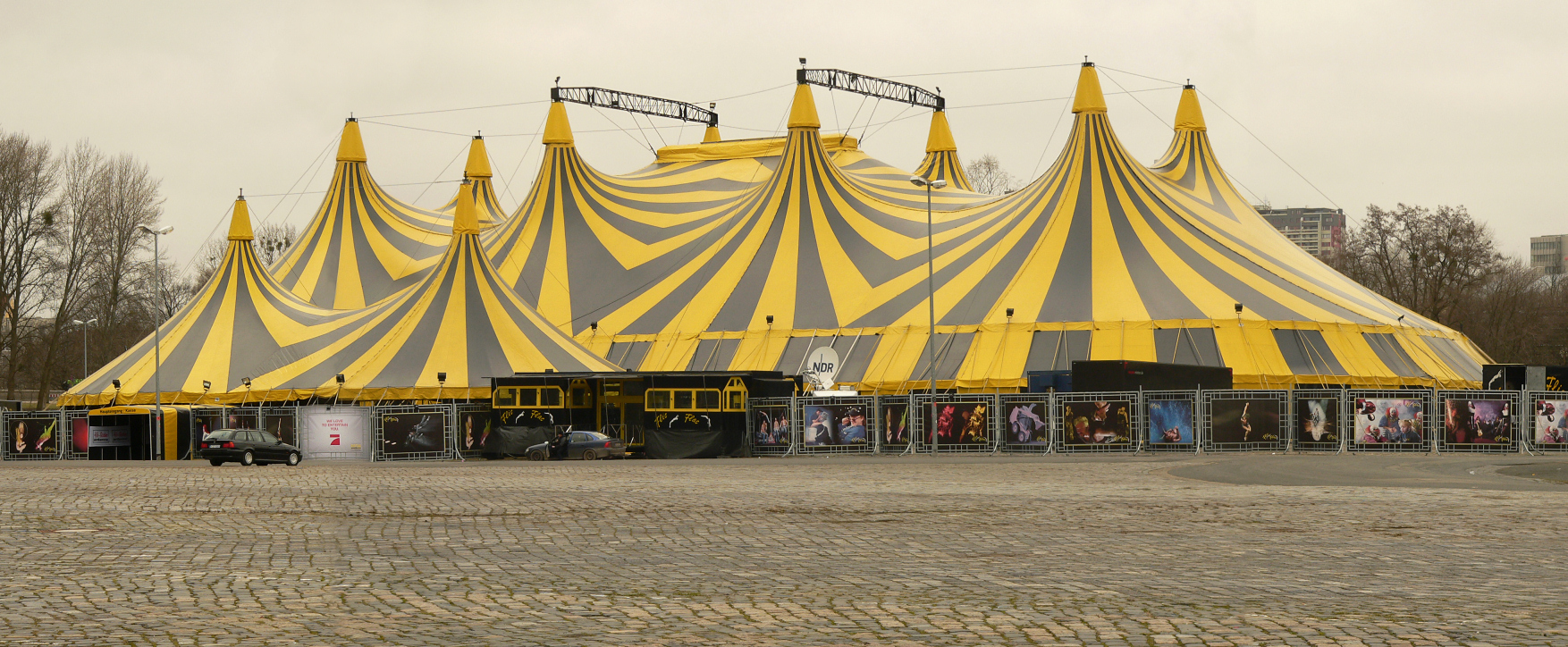
Das 8-Mast-Zelt des Circus Flic Flac auf dem Schützenplatz Hannover (2013)

## Allgemeines
Die Gründer Benno und Lothar Kastein sind ehemalige Artisten. Namensgeber war die englische Schreibweise der Turnübung Flickflack. Die Weltpremiere fand am 5. Oktober 1989 in Oberhausen statt.
2010 stellte das Unternehmen seinen Tourneebetrieb vorläufig ein. Flic Flac konzentrierte sich in der Folge auf sogenannte „Special Events“, so das jährliche Festival der besten Artisten in Kassel, sowie die zeitlich parallel stattfindenden Weihnachtszirkusse in Nürnberg und Dortmund. Seither wurde die Durchführung jährlicher, gleichzeitig stattfindender Weihnachtsshows zur festen Tradition. In den Folgejahren wurden Programme in Saarbrücken, Aachen, Bielefeld, Mönchengladbach und Duisburg durchgeführt.
Im Jahr 2012 ging Flic Flac eine Kooperation mit der Grandezza Entertainment GmbH ein, einem Tochterunternehmen der DEAG, und tourt seit 2013 wieder regelmäßig.

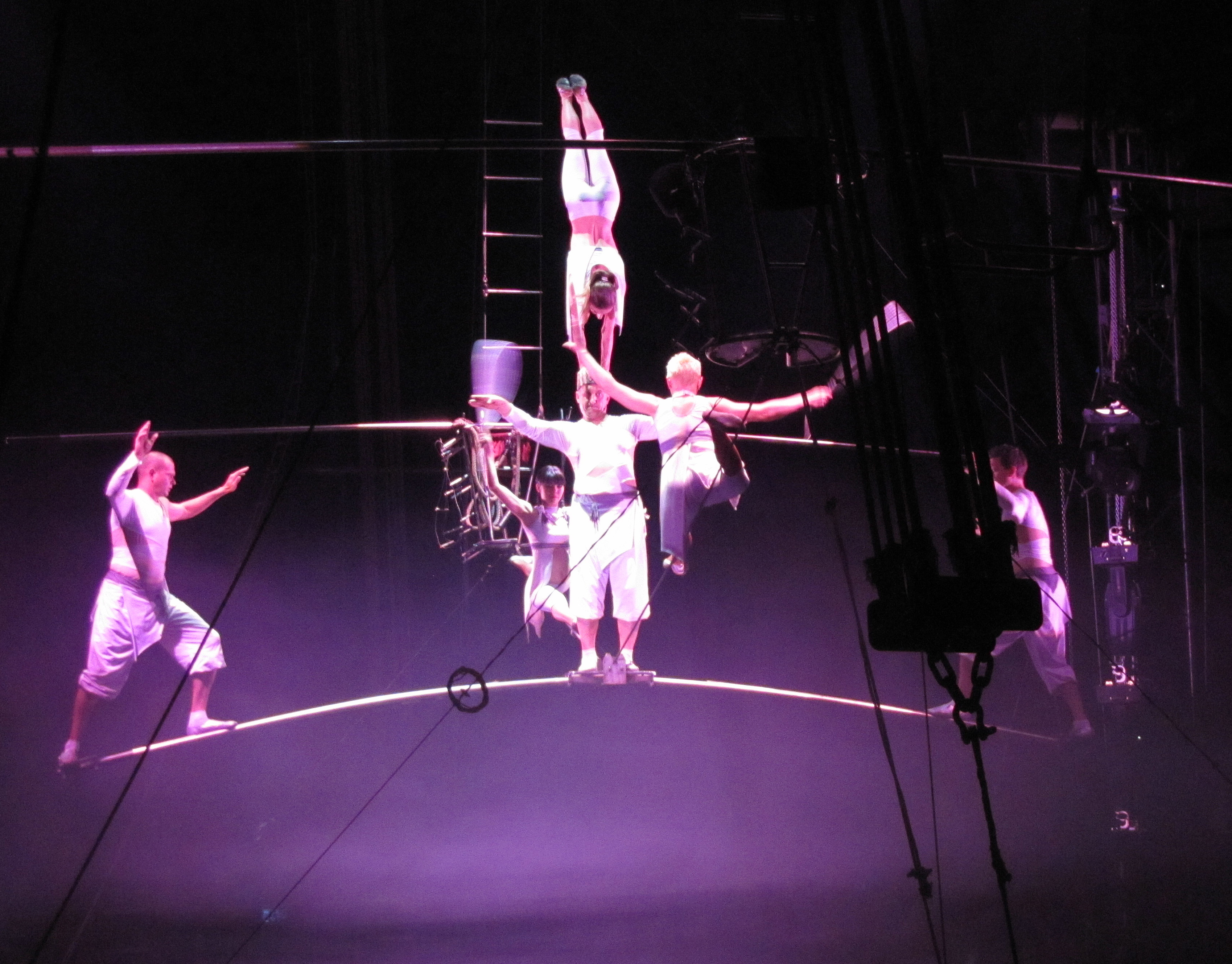
Hochseilartisten des Flic Flac

Die Schwestern Larissa Medved-Kastein und Tatjana Kastein übernahmen im März 2019 die Leitung der Flic Flac Tour.
Im Jahr 2020 ging Flic Flac eine Kooperation mit dem Schweizer National-Circus Knie ein.
Im Sommer 2021 wurde ein fester Standort in Duisburg bekannt gegeben.

## Show

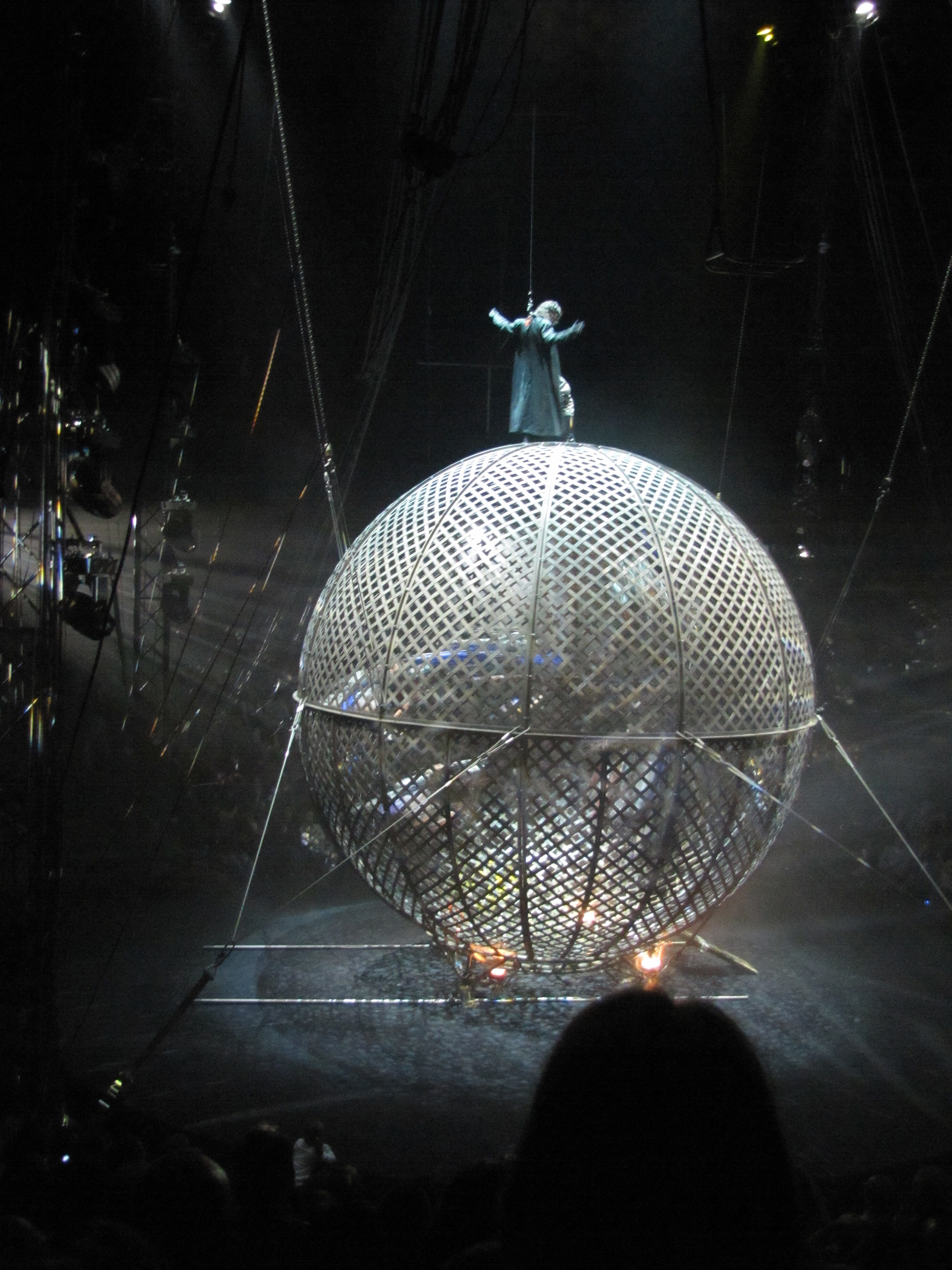
Globe of Speed

Die Macher von Flic Flac setzen auf eine Show, die mit einem hohen technischen Aufwand umgesetzt wird. So gibt es keine Manege, sondern eine Bühne. Akrobatik, Stunts, Satire und Slapstick in Verbindung mit musikalischer Begleitung sind Elemente des Programms. Zu den Nummern gehören das „Todesrad“ und der „Globe of Speed“. Das Todesrad machte den Circus bekannt. Hierbei handelt es sich um eine Stahlkonstruktion, die an ihrer Achse aufgehängt ist und sich um diese dreht. An den Enden befindet sich je ein seitlich offener Zylinder, in denen sich die Artisten bewegen. Am höchsten Punkt der Drehung erreicht der Artist nahezu die Zeltdecke. Flic Flac verzichtet auf Tierdressuren, bis auf eine Ausnahme im Jahr 1991. In diesem Jahr war der deutsche Komiker und Clown Florin mit seinen Hunden Cato und Timpetu engagiert. Eine weitere Attraktion ist der „Globe of Speed“, zuweilen auch „Todeskugel“ genannt. In dieser sechs Meter hohen Eisenkugel fahren bis zu zehn Motorradfahrer. Der Sohn eines der Gründer, Tom Kastein war einer der Fahrer in der Eisenkugel.
| Reguläre Tourneen                             | Premiere Ort | Von              | Bis              | Letzter Ort       |
| --------------------------------------------- | ------------ | ---------------- | ---------------- | ----------------- |
| Nicht irgendein Circus                        | Oberhausen   | 5. Oktober 1989  | 1990             |                   |
| Namenlose Tour                                |              | 1991             | 1992             |                   |
| Bodenlos                                      |              | 1993             | 1994             |                   |
| Gnadenlos                                     |              | 1995             | 1996             |                   |
| Reine Nervensache                             | Bocholt      | 1997             | 2000             |                   |
| Virus                                         | Darmstadt    | 15. Februar 2001 | 2002             |                   |
| Unzensiert                                    | Essen        | 13. Februar 2003 | 2004             | Nürnberg          |
| New Art                                       | Krefeld      | 24. Februar 2005 | 14. Januar 2007  | Frankfurt am Main |
| No Limits!                                    | Dortmund     | 9. März 2007     | 15. Januar 2008  | Kassel            |
| Underground                                   | Göttingen    | 4. Februar 2008  | 28. Februar 2009 | Wetzlar           |
| ARTgerecht                                    | Koblenz      | 4. März 2010     | 27. Juni 2010    | Oberhausen        |
| EXXTREM – Denn sie wissen was sie tun!        | Hannover     | 20. Februar 2013 | 8. Dezember 2013 | Berlin            |
| Höchststrafe – 25 Jahre Flic Flac             | Oberhausen   | 5. Oktober 2014  | 19. Februar 2017 | Berlin            |
| BEST of – die neue Show                       | Minden       | 30. März 2017    | 2. Juli 2017     | Bochum            |
| Farblos                                       | Saarbrücken  | 24. August 2017  | 7. Januar 2018   | Dortmund          |
| PUNXXX – 30 Jahre – Nicht irgendein Circus... | Minden       | 4. April 2019    | 13. März 2020    | Karlsruhe         |

## Weihnachts-Shows und Winter-Shows
Vom Dezember 2009 bis Januar 2010 startete Flic Flac zum ersten Mal das „Festival der besten Artisten“, welches jährlich in Kassel stattfinden soll. Dieses Ereignis wird in Form eines Wettbewerbs ausgetragen und es werden Preise ausgeschrieben. Das Publikum nimmt hier auch gleichzeitig die Rolle der Jury wahr.

### Gewinner des Festivals der besten Artisten
| Festival                         | 1. Platz (15.000 €)                                                                    | 2. Platz (10.000 €)                                            | 3. Platz (5.000 €)                                       |
| -------------------------------- | -------------------------------------------------------------------------------------- | -------------------------------------------------------------- | -------------------------------------------------------- |
| 10. Festival der besten Artisten | - Globe of Speed (Todeskugel) Kolumbien                                                | - FMX 4Ever (Freestyle Motocross) Belgien Schweiz Frankreich   | - A & A (Partnerequilibristik)                           |
| 9. Festival der besten Artisten  | - Truppe Popov (Schleuderbrett) Russland                                               | - Master of Hellfire (Comedy) Deutschland                      | - Flash of Splash (Strapate) Ukraine                     |
| 8. Festival der besten Artisten  | - Duo Exxtreme (Strapate) Bulgarien                                                    | - Non Stop Nikitin Team (Cat-Wall) Russland                    | - Truppe Puje (Handvoltigen) Mongolei                    |
| 7. Festival der besten Artisten  | - Holy Warriors (Reifenspringer) Volksrepublik China                                   | - Globe of Speed Pinillo Moto Riders (Todeskugel) Kolumbien    | - Julio Robles Troupe (Todesrad) Kolumbien               |
| 6. Festival der besten Artisten  | - Housch ma Housch Ukraine                                                             | - Truppe Wallenda (Hochseil) Vereinigte Staaten                | - Willer Nicolodi (Bauchredner) Italien                  |
| 5. Festival der besten Artisten  | - Navas Brothers (Todesrad) Ecuador                                                    | - AirFours II (Freestyle Motocross) Belgien Schweiz Frankreich | - Long Bin und Long Jun (Klischnigg) Volksrepublik China |
| 4. Festival der besten Artisten  | - Catwall Acrobats (Cat-Wall) Kanada                                                   | - A & A (Partnerequilibristik) ?                               | - Rigolo (Sanddornbalance) Schweiz                       |
| 3. Festival der besten Artisten  | - Akrobatentruppe aus Peking (Reifenspringer, Akrobatik am Masten) Volksrepublik China | - Globe of Speed (Todeskugel) Kolumbien                        | - Steve Eleky (Comedy) Ungarn                            |
| 2. Festival der besten Artisten  | - Duo Vanegas (Todesrad)                                                               | - Justin Case (Comedy) Australien                              | - Alexander Xelo (Diabolo) Deutschland                   |
| 1. Festival der besten Artisten  | - Desire of Flight (Strapate) Russland                                                 | - Truppe Kurbanov (Ikarische Spiele) Russland                  | - Crazy Flight junior (Handvoltigen) Ukraine             |

Auch nachdem der Zirkus seinen regulären Betrieb im Jahr 2010 vorübergehend eingestellt hatte, wurde dieses Festival weiterhin abgehalten, wobei auf eine feste Besetzung im Personal jedoch verzichtet wurde. Ende 2011 kamen weitere Weihnachtsshows in Nürnberg und Dortmund hinzu. Im Jahre 2012 wurde neben den Standorten Kassel und Dortmund auch Saarbrücken statt Nürnberg bespielt.
Die Weihnachtsshows 2020/21 in Bielefeld, Dortmund, Duisburg, Kassel und Nürnberg wurden abgesagt. Der Grund war die Corona-Pandemie.
Aufstellung der Weihnachts-Shows und Winter-Shows:
| Flic Flac Weihnachtsshows                               | Ort             | Von               | Bis               | Vorstellungen | Zuschauer |
| ------------------------------------------------------- | --------------- | ----------------- | ----------------- | ------------- | --------- |
| 1. Festival der besten Artisten                         | Kassel          | 17. Dezember 2009 | 10. Januar 2010   |               |           |
| 2. Festival der besten Artisten                         | Kassel          | 16. Dezember 2010 | 9. Januar 2011    |               | 60.000    |
| „Schrille Nacht, Eilige Nacht“                          | Dortmund        | 20. Dezember 2011 | 15. Januar 2012   |               | 50.000    |
| 3. Festival der besten Artisten                         | Kassel          | 15. Dezember 2011 | 8. Januar 2012    |               |           |
| X-Mas Circus                                            | Nürnberg        | 16. Dezember 2011 | 15. Januar 2012   |               |           |
| „Highlig Abend!“                                        | Dortmund        | 18. Dezember 2012 | 6. Januar 2013    |               |           |
| 4. Festival der besten Artisten                         | Kassel          | 20. Dezember 2012 | 13. Januar 2013   |               | 50.000    |
| „Schrille Nacht, Eilige Nacht“                          | Saarbrücken     | 20. Dezember 2012 | 6. Januar 2013    |               | 42.000    |
| „Highlig Abend!“                                        | Aachen          | 21. Dezember 2013 | 6. Januar 2014    |               | 40.000    |
| „Schöne Firetage!“                                      | Dortmund        | 18. Dezember 2013 | 5. Januar 2014    |               | 45.000    |
| 5. Festival der besten Artisten                         | Kassel          | 20. Dezember 2013 | 12. Januar 2014   |               | 55.000    |
| 2. „Wild X-Mas“                                         | Nürnberg        | 18. Dezember 2013 | 6. Januar 2014    |               | 40.000    |
| „Schöne Firetage!“                                      | Aachen          | 19. Dezember 2014 | 4. Januar 2015    |               |           |
| „Wild X-Mas“                                            | Bielefeld       | 17. Dezember 2014 | 4. Januar 2015    |               | 40.000    |
| „S’Pott an!“                                            | Dortmund        | 18. Dezember 2014 | 4. Januar 2015    |               | 51.000    |
| 6. Festival der besten Artisten                         | Kassel          | 19. Dezember 2014 | 11. Januar 2015   |               | 56.000    |
| „Wild X-Mas – Schrille Nacht, Eilige Nacht“             | Bielefeld       | 18. Dezember 2015 | 3. Januar 2016    | 30            | 41.000    |
| 5. Weihnachtscircus im Revier                           | Dortmund        | 18. Dezember 2015 | 10. Januar 2016   |               | 51.000    |
| 7. Festival der besten Artisten                         | Kassel          | 18. Dezember 2015 | 10. Januar 2016   | 45            | 61.000    |
| 4. X-Mas-Show                                           | Nürnberg        | 17. Dezember 2015 | 10. Januar 2016   | 43            | 63.000    |
| 3. X-Mas-Show Bielefeld – „Besinnlich ist anders“       | Bielefeld       | 22. Dezember 2016 | 8. Januar 2017    | 32            | 28.000    |
| X-Mas-Show – „Gänsehaut statt Gänsebraten“              | Dortmund        | 16. Dezember 2016 | 8. Januar 2017    | 45            | 52.000    |
| 8. Festival der besten Artisten                         | Kassel          | 15. Dezember 2016 | 8. Januar 2017    | 47            | 62.000    |
| X-Mas-Show Mönchengladbach                              | Mönchengladbach | 17. Dezember 2016 | 8. Januar 2017    | 44            |           |
| 4. X-Mas-Show Bielefeld – Ready or not – Xmas is coming | Bielefeld       | 21. Dezember 2017 | 7. Januar 2018    | 33            | 41.000    |
| X-Mas-Show Dortmund                                     | Dortmund        | 21. Dezember 2017 | 7. Januar 2018    | 33            | 41.000    |
| X-Mas-Show Duisburg – Schicht 1                         | Duisburg        | 19. Dezember 2017 | 31. Dezember 2017 | 24            |           |
| 9. Festival der besten Artisten                         | Kassel          | 20. Dezember 2017 | 14. Januar 2018   | 49            |           |
| 5. X-Mas-Show Nürnberg                                  | Nürnberg        | 21. Dezember 2017 | 14. Januar 2018   | 47            | 74.000    |
| 5. X-Mas-Show Bielefeld                                 | Bielefeld       | 20. Dezember 2018 | 6. Januar 2019    | 32            |           |
| X-Mas-Show Farblos Dortmund                             | Dortmund        | 18. Dezember 2018 | 6. Januar 2019    | 41            | 53.000    |
| 10. Festival der besten Artisten                        | Kassel          | 20. Dezember 2018 | 13. Januar 2019   | 47            | 64.000    |
| 6. X-Mas-Show Nürnberg                                  | Nürnberg        | 22. Dezember 2018 | 13. Januar 2019   | 51            |           |
| Winter-Show Farblos Duisburg                            | Duisburg        | 10. Januar 2019   | 27. Januar 2019   | 24            |           |
| 6. X-Mas-Show PUNXXX Bielefeld                          | Bielefeld       | 19. Dezember 2019 | 5. Januar 2020    |               |           |
| X-Mas-Show Dortmund                                     | Dortmund        | 19. Dezember 2019 | 6. Januar 2020    | 34            |           |
| 11. Festival der besten Artisten                        | Kassel          | 18. Dezember 2019 | 12. Januar 2020   | 49            |           |
| 7. X-Mas-Show Nürnberg                                  | Nürnberg        | 20. Dezember 2019 | 12. Januar 2020   | 49            |           |
| Winter-Show PUNXXX Duisburg                             | Duisburg        | 10. Januar 2020   | 26. Januar 2020   | 24            |           |
| 7. X-Mas-Show Bielefeld                                 | Bielefeld       | 22. Dezember 2021 | 9. Januar 2022    |               |           |
| 10. X-Mas-Show Dortmund                                 | Dortmund        | 20. Dezember 2021 | 16. Januar 2022   |               |           |
| 12. Festival der besten Artisten                        | Kassel          | 21. Dezember 2021 | 9. Januar 2022    |               |           |
| 8. X-Mas-Show Nürnberg                                  | Nürnberg        | 19. Dezember 2021 | 9. Januar 2022    |               |           |
| 8. X-Mas-Show Bielefeld                                 | Bielefeld       | 20. Dezember 2022 | 8. Januar 2023    |               |           |
| 11. X-Mas-Show Dortmund                                 | Dortmund        | 8. Dezember 2022  | 8. Januar 2023    |               |           |
| X-Mas-Show Duisburg                                     | Duisburg        | 16. Dezember 2022 | 8. Januar 2023    |               |           |
| 13. Festival der besten Artisten                        | Kassel          | 22. Dezember 2022 | 8. Januar 2023    |               |           |
| 9. X-Mas-Show Nürnberg                                  | Nürnberg        | 15. Dezember 2022 | 6. Januar 2023    |               |           |

Dortmund, X-MAS-SHOW 2018
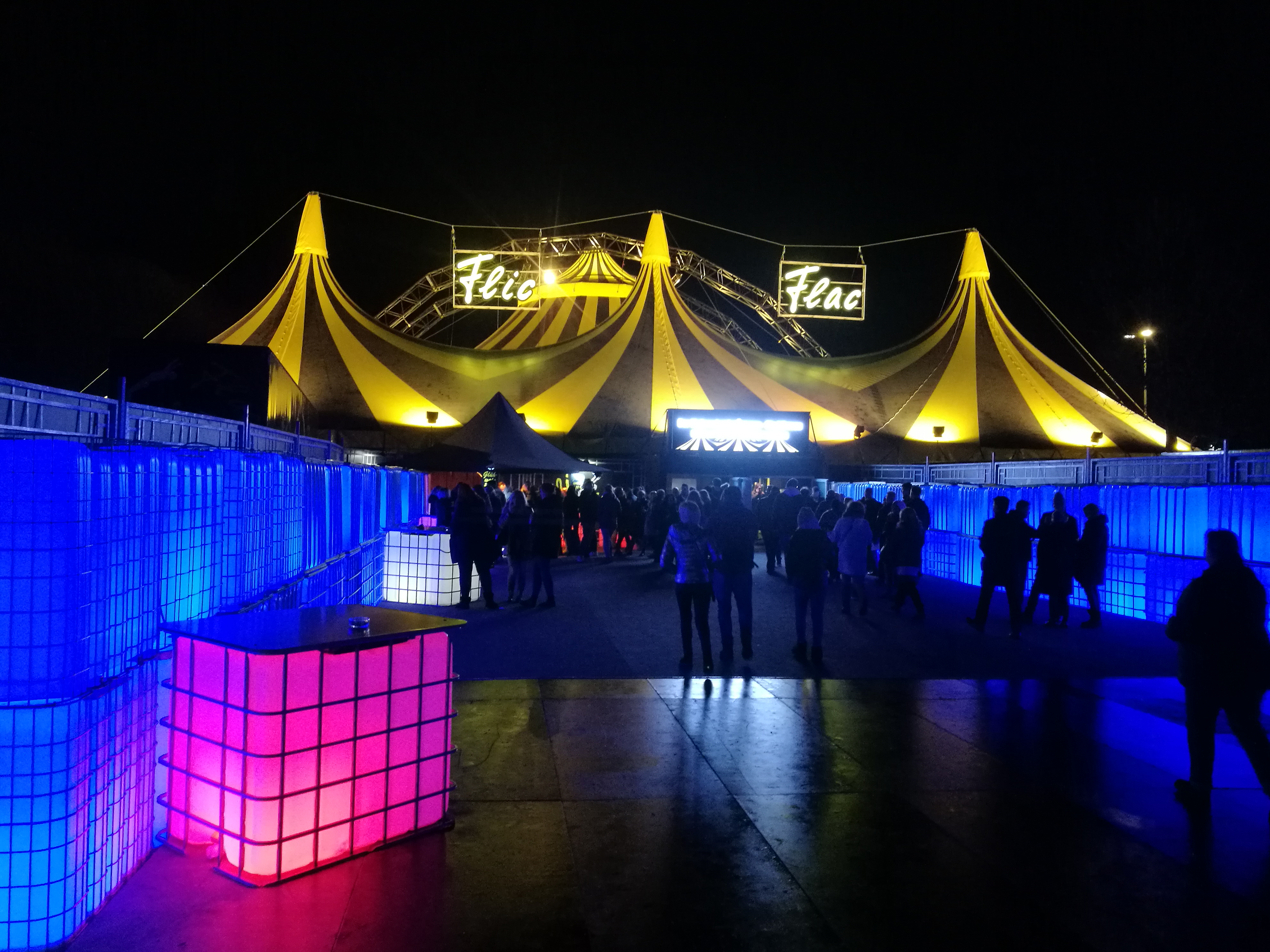
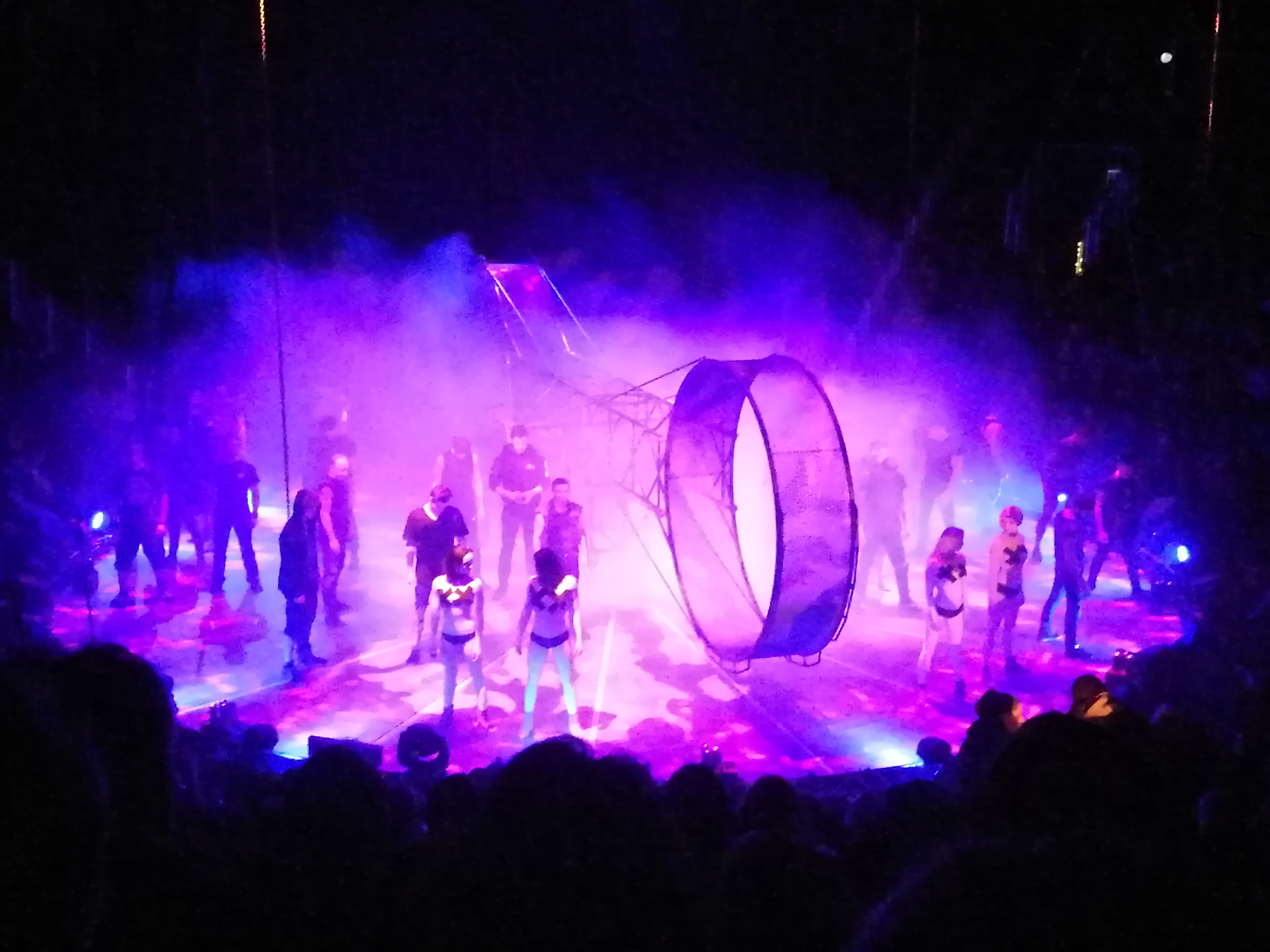
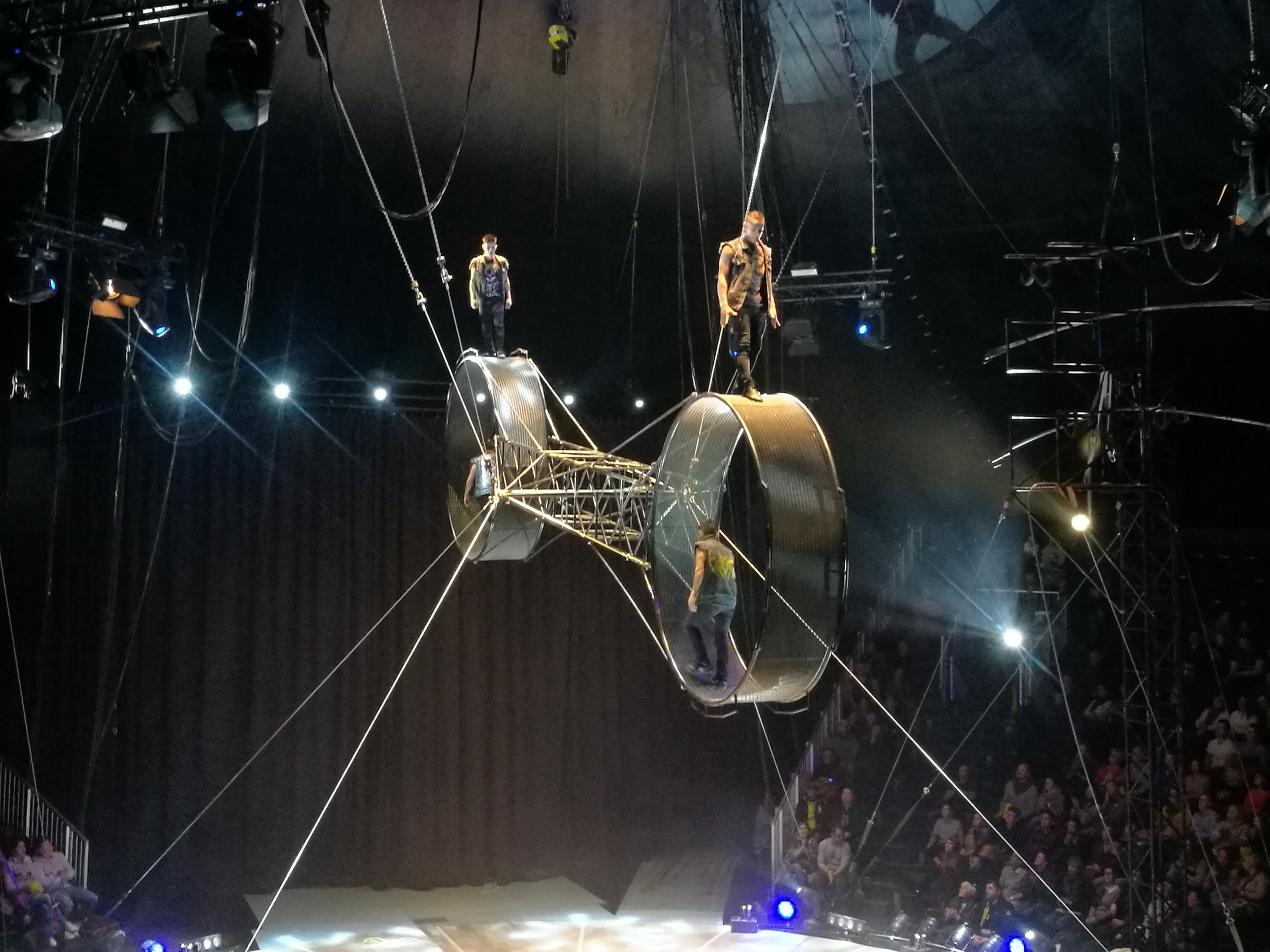
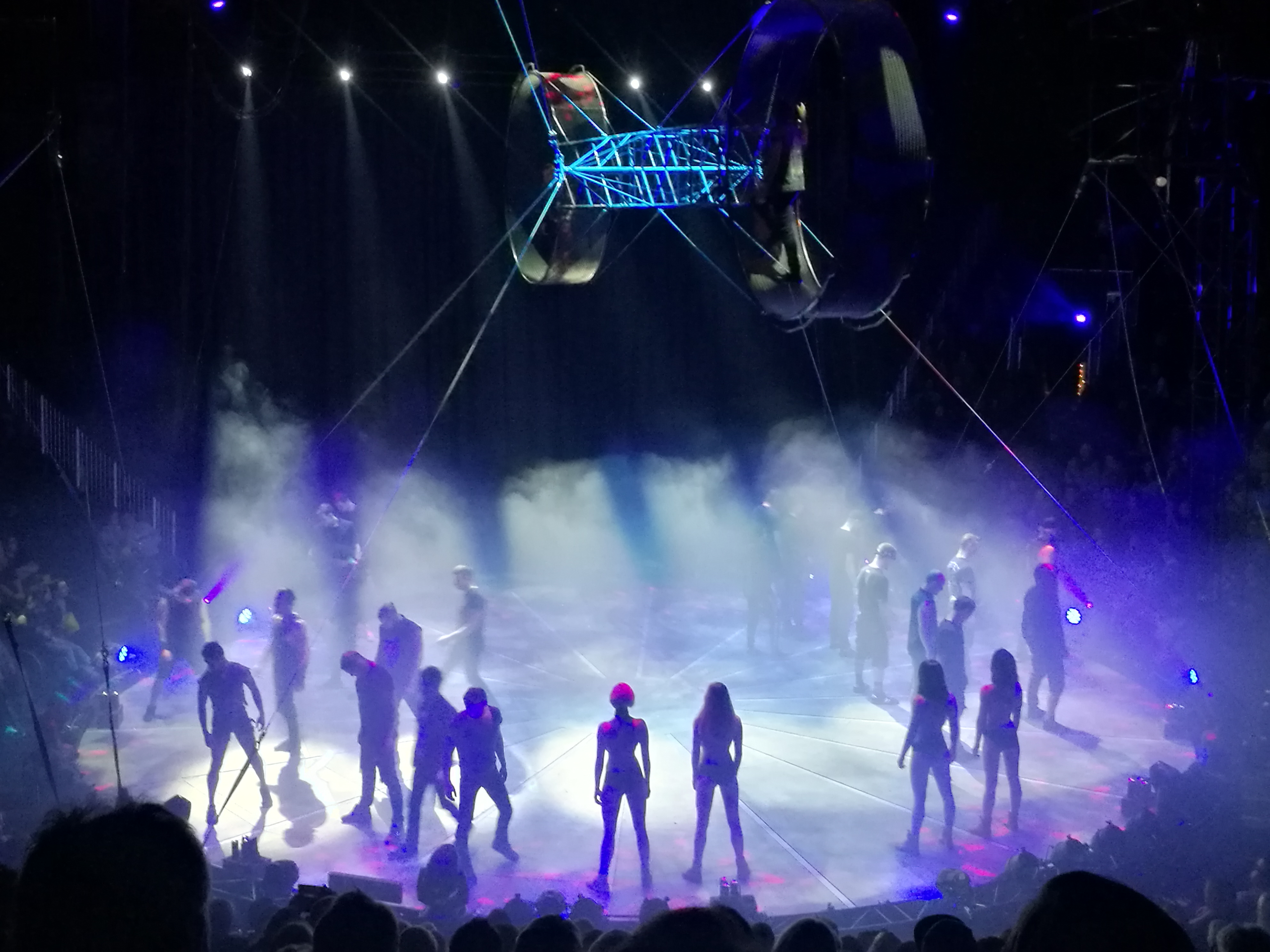
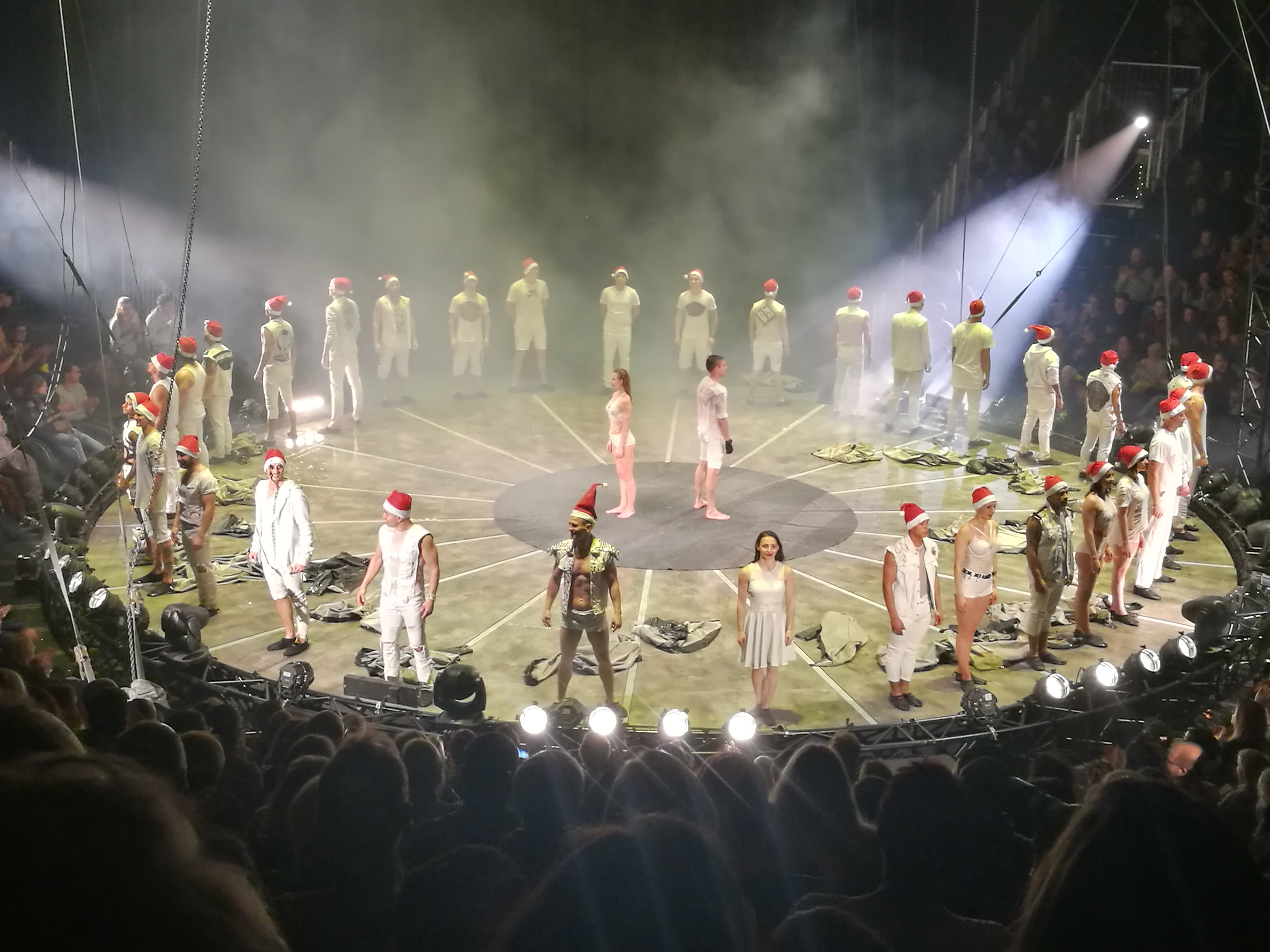

## Sondershows
Mit einem besonderen Programm startete Flic Flac am 6. Dezember 2008 in Saarbrücken. Die „Dinner Show“[1] kombiniert Artistik, Komik und eine Big-Band mit einem Mehr-Gänge-Menü. Die gastronomische Leitung oblag dem Michelin-Sterne- und Fernsehkoch Alexander Kunz (Restaurant Kunz) aus St. Wendel-Bliesen.[2]
2018 präsentierte Flic Flac ein reines Comedy-Programm in Berlin.
Aufstellung der Sondershows:
| Flic Flac Sondershows                              | Ort         | Von              | Bis               | Vorstellungen | Zuschauer |
| -------------------------------------------------- | ----------- | ---------------- | ----------------- | ------------- | --------- |
| Nur Spaß! (Flic Flac Dinershow)                    | Saarbrücken | 6. Dezember 2008 | 11. Januar 2009   |               |           |
| Freaks                                             | Berlin      | 1. März 2018     | 29. April 2018    | 52            |           |
| The Greatest Comedian Freakshow (Show ab 18 Jahre) | Berlin      | 28. Oktober 2020 | 15. November 2020 | 21            |           |
| Permanent                                          | Duisburg    | 5. Oktober 2021  | 27. März 2022     |               |           |

## Musik
Der Zirkus nutzt für seine Programme ein unkonventionelles Musikprogramm. So waren in den ersten Jahren unter anderem Stücke von Billy Idol, The Prodigy, Apollo Four Forty und anderen zu hören. Immer mehr tendierte die musikalische Begleitung in Richtung Rock und Heavy Metal. Ab 1999 übernahm der Berliner Musiker Samuel Beck, alias Luchtenbeck, die musikalische Leitung, welcher mehrere Stücke eigens für den Zirkus produzierte. Selbige wurden dann von der Band OUCH! live gespielt. Die Attraktion war das Kopfüberdrehen der kompletten Musikbühne mit Instrumenten und Musikern. 2001 formierte sich diese Band unter dem Namen Paternoster neu. 2004 wurde dieses Lineup wieder reduziert, so dass nur noch einzelne Musiker an Schlagzeug, Gesang und Flöte, zu vorabkomponierter Musik spielten.
Die Musik zur Tour „No Limits“ (2007) bestand größtenteils aus Titeln von Rammstein. Daneben gab es auch einzelne Stücke, wie zum Beispiel von den Böhsen Onkelz aber auch Eigenkompositionen, im Rammstein ähnlichen Stil, die vom Band eingespielt wurden.
Seit 2009 arbeitet der Zirkus immer wieder mit dem Rocksänger Frank Fabry zusammen, der in manchen Shows auch live von seiner Band unterstützt wird. Die Show ARTgerecht gab es 2010. In der Rolle des düsteren Bösewichts und Vertreter der schwarzen Seite führte Fabry mit Gesang und Sprache durch das Programm. Ihm gegenübergestellt war eine Artistin, die zugleich mit opernhaften Gesang die „gute, helle“ Seite vertrat. Weitere Einsätze als Zeremonienmeister hatte Fabry in der Tournee des Jahres 2013, sowie bei den Dortmunder Weihnachtsshows der Jahre 2011 und 2015, im letzten Jahr auch wieder unterstützt von einer Sopranistin.
Für die Tournee Höchststrafe wurde erneut eine Band von Samuel Beck zusammengestellt, als Sängerin wirkte Caro Kunde.
In der Vorgängershow Farblos lief wieder Musik von Luchtenbeck, allerdings ohne Live-Anteil.
In der aktuellen Show PUNXXX ist der Schlagzeuger Romain Vicente dabei.

## Unternehmen

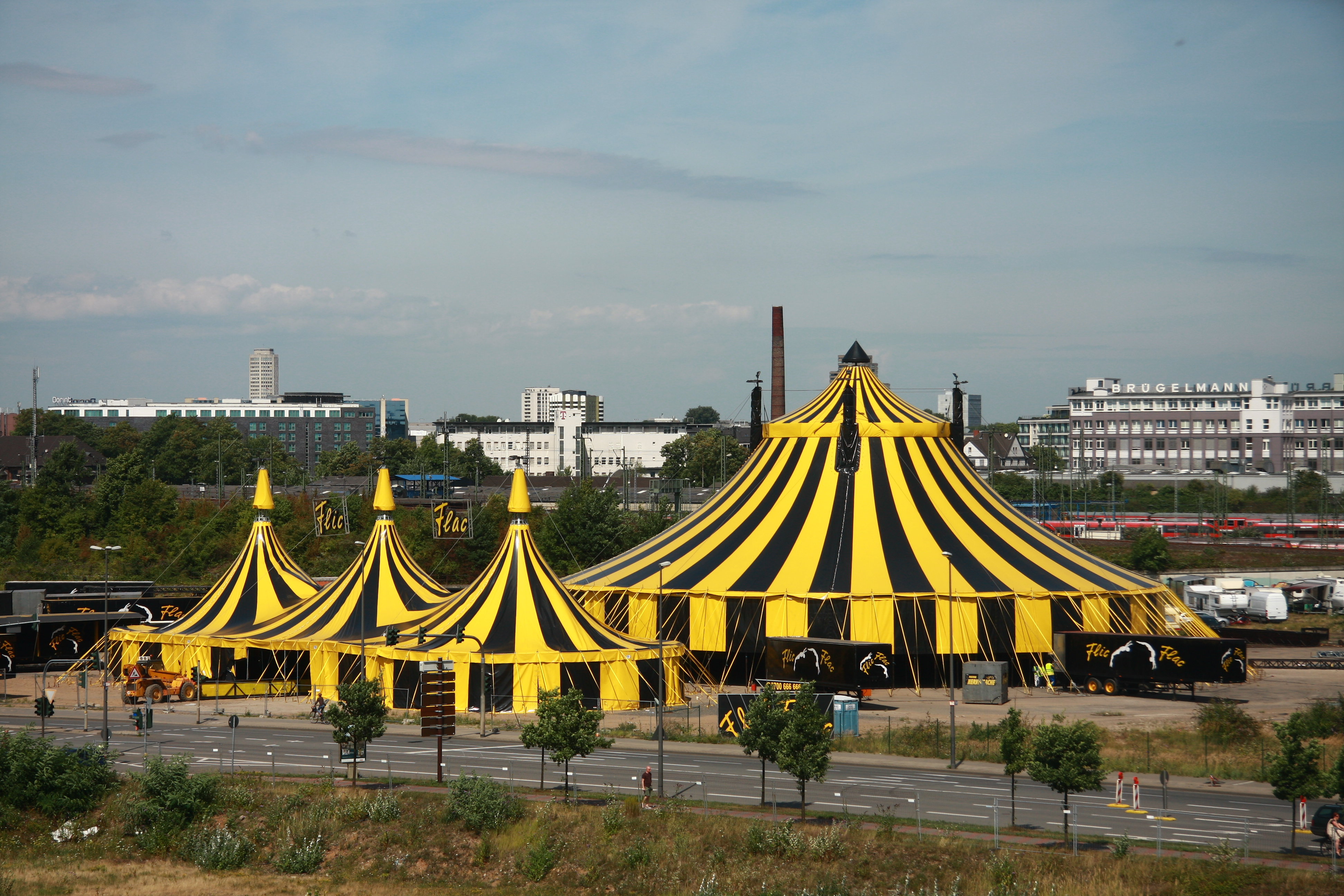
Der Circus Flic Flac in Köln-Kalk

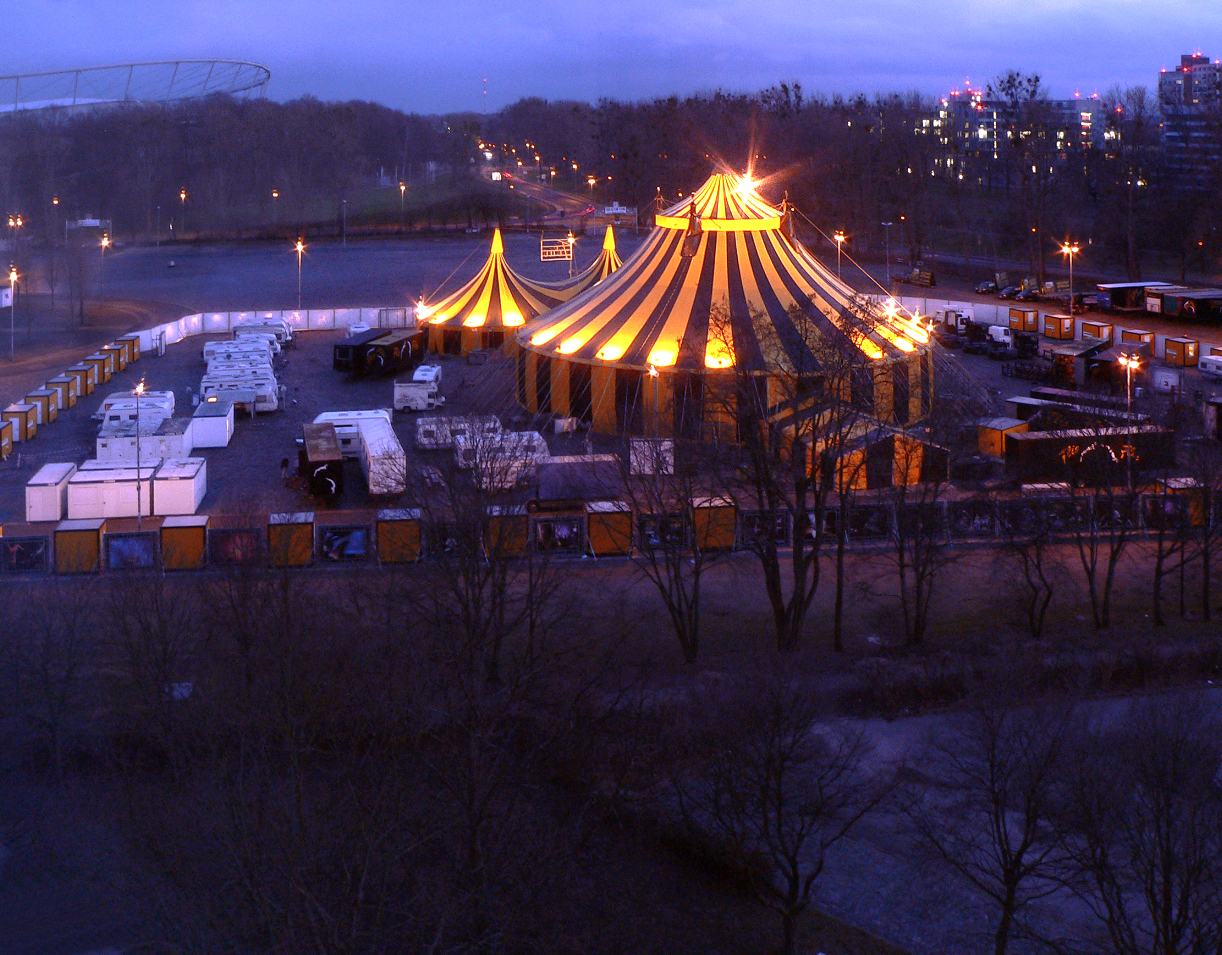
Der Circus mit dem Fuhrpark in Hannover

Mit dem Circus Flic Flac reisen rund 180 Personen, darunter etwa 50 Artisten und ihre Familien. Für den organisatorischen Ablauf sorgen ca. 90 Angestellte wie Zeltmeister, Techniker, Requisiteure, Musiker und Büropersonal.
Seit seiner Gründung standen mehrere Unternehmen in direkter Verbindung mit dem Zirkus, die auch nicht selten den Firmensitz wechselten.
- Circus Flic Flac GmbH: Diese ist bis heute das eigentliche Mutterunternehmen. 1989 gegründet, hatte der Betrieb seine Hauptverwaltung zunächst in Isselburg, nahe der Heimatstadt Bocholt.  In den Anfangsjahren verweilten hier auch Teile des Zirkusses, wenn er sich gerade nicht auf Tournee befand. Seit 1998 gibt es das Winterquartier in Borken, ebenfalls nahe Bocholt. Auf dem Gelände befindet sich eine größere Lagerhalle, die nicht nur zur Unterbringung von Material, sondern auch zur Durchführung von Reparaturarbeiten an der zirkuseigenen Ausstattung geeignet ist. Seit 2010 befindet sich dort auch der reguläre Firmensitz. Der Circus Flic Flac GmbH gehört alleinig sämtliche Ausstattung und Material. Offiziell vermietet sie diese lediglich an die Tochterfirmen.
- Kaiser & Kastein Circus- und Variete Produktions-GmbH: 2001 erfolgte der erste Versuch einer Betriebsaufspaltung auf diese dafür neu gegründete Tochterfirma, welche daher das Hauptgeschäft der direkten Zirkusleitung übernahm. Der erste Firmensitz war in Dassel, doch wurde er 2003 nach Norderfriedrichskoog im Kreis Nordfriesland verlegt. Bereits ein Jahr später wurde der Betrieb im Insolvenzverfahren aufgelöst.
- B/K Circus GmbH: Da die Insolvenz der Kaiser & Kastein Circus- und Variete Produktions-GmbH bereits drohte, wurde schon 2003 diese Nachfolgefirma gegründet. Anfangs in Bochum ansässig, wurde der Firmensitz 2005 zunächst wieder nach Norderfriedrichskoog, 2010 dann nach Borken verlegt. Schließlich wurden sämtliche Geschäfte wieder von der Circus Flic Flac GmbH übernommen. Seit September 2013 ist der Betrieb mit dem Mutterunternehmen verschmolzen.
- Flic Flac Dinner Show GmbH: Eigens für die Dinner Show wurde diese Tochterfirma 2008 in Isselburg gegründet. Auch sie wurde 2010 zunächst nach Borken verlegt, um letztlich 2013 mit dem Mutterunternehmen vereinigt zu werden.
- FF Tournee GmbH: 2012 wurde diese gemeinsame Tochter von Flic Flac und Grandezza in Essen gegründet und organisierte lediglich die Tournee des Jahres 2013. Seit dem 15. Januar 2015 ist Flic Flac nicht mehr Teilhaber an diesem Unternehmen, welches zudem umbenannt wurde und nun Viel Vergnügen GmbH heißt.
- Flic Flac Event GmbH: Auch hierbei handelt es sich um einen Betrieb, der 2012 ursprünglich gemeinsam mit Grandezza gegründet wurde. Erster Firmensitz war, wie im Fall der FF Tournee GmbH, in Essen. 2016 stieg Grandezza als Anteilseigner aus. Zudem wurde der Firmensitz in diesem Jahr gleich zweimal verlegt. So wechselte man zunächst nach Haan, im Oktober 2016 dann nach Borken. Ein weiterer Umzug nach Zossen erfolgte im November 2020. In den Aufgabenbereich dieses Betriebes fallen mittlerweile alle Sonderveranstaltungen.
- LK Circus GmbH: Im Februar 2014 gründete Lothar Kastein diesen Betrieb, welcher wie das Mutterunternehmen in Borken ansässig ist. In seinen Aufgabenbereich fielen lediglich die Organisation der Weihnachtsveranstaltungen in Bielefeld. Das Unternehmen ist seit 2019 inaktiv.
- Flic Flac Tour GmbH: Sie wurde Oktober 2014 von Benno Kastein in Borken, mit dem Ziel einer erneuten Betriebsaufspaltung, gegründet. Von 2015 bis 2017 oblag ihr die Organisation und Durchführung des regulären Tourneebetriebs. Ab 2017 wurde sie für die Organisation der Weihnachtsshow in Duisburg eingesetzt. 2018 wurde der Betrieb in die Flic Flac Verwaltungs GmbH umgewandelt.
- Flic Flac Verwaltungs GmbH: Bis 2016 wurde die interne Verwaltung ausschließlich in einem mobilen Büro während der Tour erledigt. Aufgrund der Unternehmensexpansion konnte dies die nötigen Kapazitäten jedoch nicht mehr zur Verfügung stellen. Daher wurde 2016 ein Zentralbüro in Duisburg eingerichtet, von wo aus seither der größte Teil der administrativen Arbeit erfolgt. Die vormalige Flic Flac Tour GmbH wurde Mitte 2018 in die Flic Flac Verwaltungs GmbH umbenannt, ihr Firmensitz offiziell nach Duisburg verlegt und führt nun dieses Büro. 2021 wurde das Büro um einen Fanshop erweitert, der auch besucht werden kann. Das mobile Tourbüro existiert allerdings nach wie vor zusätzlich, um kleinere Arbeiten schnell und direkt vor Ort erledigen zu können.
- FF Tour GmbH: Die jüngste Flic-Flac-Tochter wurde im Juni 2017 in Borken gegründet und übernimmt seit der Farblos-Tour die regulären Shows. Auch dieser Firmensitz wechselte Im November 2020 nach Zossen. Firmensitz und Winterquartier in Borken

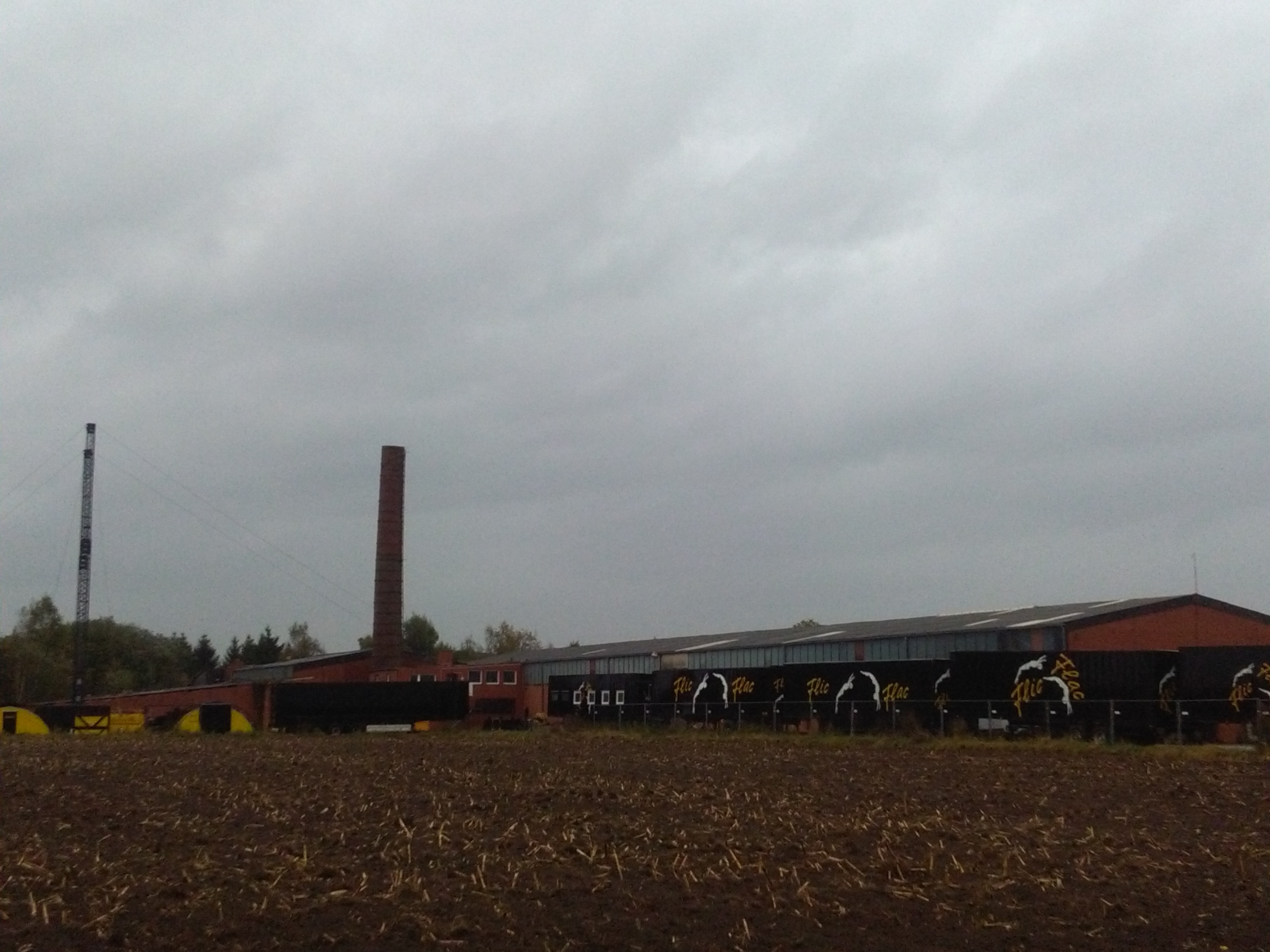
Firmensitz und Winterquartier in Borken

Für die Organisation des Weihnachtszirkus 2014 in Aachen wurde im selben Jahr zudem die Firma Eventworks aus Oldenburg als externer Partner beauftragt.
Im Jahr 2003 übernahm Benno Kastein die Leitung des Circus Flic Flac vorübergehend komplett, da sein Bruder Lothar den Circus 180 Grad gründete. Lothar Kastein entwarf hierfür ein neuartiges Zelt ungewöhnlicher Form, das lediglich mit Hilfe von Gewichten fixiert wird und somit keinerlei Zeltanker bedarf; allerdings geriet der neue Zirkus mehrfach in finanzielle Schwierigkeiten. Seither arbeitet Lothar Kastein wieder für Flic Flac, zum Beispiel macht er Promofotos und gestaltet die offizielle Webpage. Auch sonst übernimmt er nun überwiegend organisatorische Aufgaben. Im Frühjahr 2008 löste er dann Juri Kaiser als Geschäftsführer der B/K Circus GmbH ab. Seit 2010 übernahm dies dann ebenfalls Benno Kastein. Im August 2010 verkaufte die Geschäftsführung einen Großteil der Wagen, Sattelauflieger und Requisiten. Kurzzeitig standen auch Zelte zum Verkauf an.

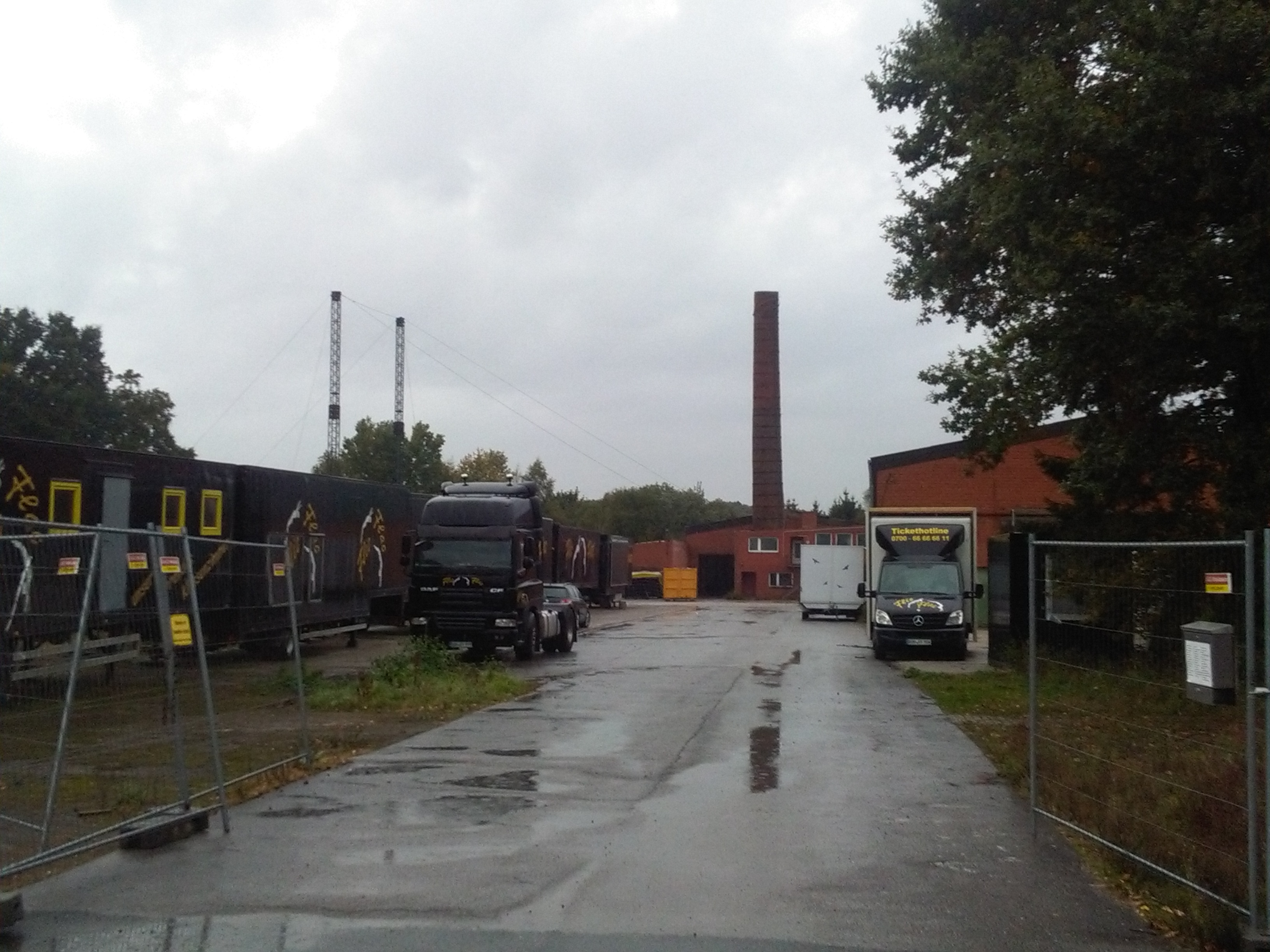
Geländeauffahrt in Borken

Seit 1. Februar 2019 hatten Larissa & Tatjana Kastein die Geschäftsführung übernommen.

## Zelte
Immer wieder ließ sich das Unternehmen spezielle Zelte anfertigen, die ein Hersteller aus Italien lieferte. Diverse Innenausstattungen wie Bühne, Sitzreihen und Lichtanlagen wurden hingegen in Bocholt hergestellt. Das Unternehmen ist im Besitz von fünf größeren 4-Mast-Zelten, einem weiteren Kleinzelt (eigens für die frühere Flic Flac Dinner Show angefertigt, wird heute jedoch nur noch als Vorzelt verwendet), wurde auch für Freaks 2018 benutzt, sowie einem speziellen 8-Mast-Zelt mit einer länglichen Bühne. Letzteres wurde bisher ausschließlich für die Tourneen „No Limits“ (2007), „Exxtrem“ (2013) und die Weihnachtsshow in Nürnberg (2015/2016) benötigt. Aufgrund der Bauform können in diesem Zelt größere Auto- und Motorradstunts durchgeführt werden. Für das Weihnachtsprogramm 2013 in Aachen kaufte der Zirkus das ehemalige Theaterzelt des Musicals Cats als viertes 4-Mast-Zelt. Im Dezember 2014 wurde schließlich das fünfte 4-Mast-Zelt in Betrieb genommen. Seit März 2017 wird für die reguläre Tournee ein neues Zelt verwendet, welches gänzlich ohne Innenmasten konstruiert ist. Stattdessen wird das Zelt von zwei äußeren Stahlbögen getragen, an denen es aufgehängt ist. Diese Konstruktion verhindert Sichtbehinderungen im Zelt.

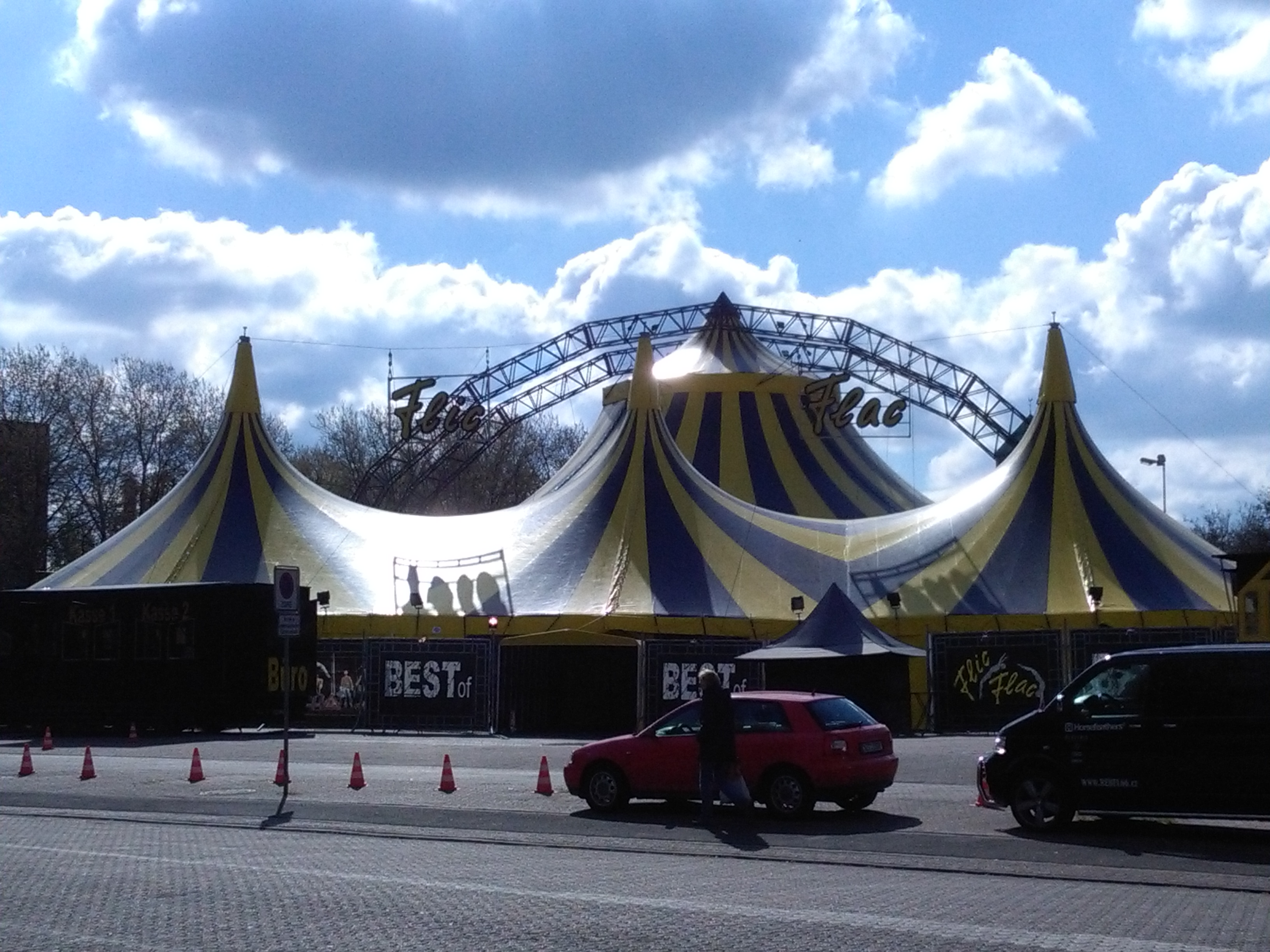
Das mastlose Zelt von 2017 in Bocholt

Für die Xmas Show Duisburg 2017 wird ein Zelt angemietet.
Das Theaterzelt wurde 2015 an Vom Geist der Weihnacht vermietet.

## Unfälle
Immer wieder kommt es bei Flic Flac zu Unfällen. Ein Hochseilartist starb nach einem Sturz im Jahr 2007 in Dortmund. Ein Artist stürzte 2010 in Koblenz so schwer, dass er querschnittsgelähmt blieb. Eine Trapezkünstlerin stürzte 2011 in Nürnberg ab. Ebenfalls in Dortmund gab es 2011 einen Unfall mit fünf Motorradfahrern. Im Lauf der gleichen Vorstellungsreihe kam es 2012 in Dortmund nochmals zu einem Motorradunfall. In Köln stürzten 2013 sechs Motorradfahrer bei Proben, einer verletzte sich lebensgefährlich. 2014 stürzte ein Motorradfahrer in Frankfurt. Ein Motorradfahrer verletzte sich bei einem Sturz in Hannover 2015. Im Jahr 2016 wurde in Pforzheim ein Motorradfahrer schwer verletzt, zwei Zuschauer leicht. Bei einem Unfall in Bielefeld 2018 mussten sich zwei Motorradfahrer im Krankenhaus behandeln lassen. In Kassel stürzte ein Hochseilartist 2019 und verletzte sich. Durch einen Unfall bei einem Umbau wurde ein Zuschauer in Nürnberg 2022 verletzt. Nach einem technischen Defekt bei einer Vorführung in der Westfalenhalle in Dortmund stürzten 2022 zwei Hochseilartisten ab und mussten im Krankenhaus behandelt werden.

## Dokumentationen
- ARD Morgenmagazin: 12. bis 16. Oktober 2009
- Tatjana Kastein im Sat 1 Frühstücksfernsehen: Traumberuf Artistin – April 2008
- Flic Flac – Premierenfieber. (2007) stern TV für VOX (Regie: Stephan Guntli)
- Flic Flac – Ein Circus zieht um. N24-Reportage
- Flic Flac – Ein Zirkus der Extreme (Erstausstrahlung 14. Februar 2015) N24-Reportage

## Belege
1. ↑  Zirkus „Flic Flac“ stellt Tourneebetrieb ein. In: Südkurier vom 23. Juni 2010
2. ↑  DEAGs Grandezza Entertainment wird Partner des Circus FlicFlac (Memento vom 11. Februar 2013 im Webarchiv archive.today)
3. ↑  2013 EXXTREM auf Tour: FlicFlac ist wieder da! (Memento vom 3. Dezember 2012 im Internet Archive)
4. ↑  Handelsblatt vom 24. Dezember 2018: Zwei Schwestern übernehmen beim Zirkus Flic Flac das Geschäft mit dem Nervenkitzel
5. ↑  Circus Knie - Tour 2020. Chapiteau.de, abgerufen am 17. Juli 2021.
6. ↑  Flic Flac mit festem Standort in Duisburg. Radio Duisburg, 7. Juli 2021, abgerufen am 17. Juli 2021.
7. ↑  Unglück: Hochseil-Artist stirbt nach Sturz - WELT. 15. November 2011, abgerufen am 29. Februar 2024.
8. ↑  Flic Flac: Vor jedem Auftritt heißt es „S bogam“ – „Mit Gott“. 21. April 2010, abgerufen am 29. Februar 2024.
9. ↑  Unfall im Flic Flac: Absturz aus vier Metern. Abgerufen am 29. Februar 2024.
10. ↑  Unfall in Motorradkugel im Zirkus Flic Flac endet glimpflich. 27. Dezember 2011, abgerufen am 29. Februar 2024.
11. ↑  Dagobert Ernst: Wieder Unfall bei Motorrad-. 15. Januar 2012, abgerufen am 29. Februar 2024.
12. ↑  Zirkus Flic Flac: Motorrad-Artisten verunglücken in Todeskugel. In: Der Spiegel. 20. März 2013, ISSN 2195-1349 (spiegel.de [abgerufen am 29. Februar 2024]).
13. ↑  Motorrad-Unfall im Zirkus Flic Flac in Frankfurt. 7. November 2014, abgerufen am 23. November 2024.
14. ↑  Nach Unfall bei Flic-Flac-Premiere: Verletzter „Helldriver“ lächelt schon wieder. 23. Februar 2015, abgerufen am 29. Februar 2024.
15. ↑  Unfall bei Freestyle-Show: "Flic Flac" nimmt Darbietung vorläufig aus Programm - Pforzheim - Pforzheimer-Zeitung. 23. August 2016, abgerufen am 29. Februar 2024.
16. ↑  Jens Reichenbach: Großer Schreck: Motorradunfall in der Todeskugel des Zirkus Flic Flac. Abgerufen am 29. Februar 2024.
17. ↑  Unfall im Zirkus Flic Flac: Das sagt der verletzte Todesrad-Artist. 2. Januar 2019, abgerufen am 29. Februar 2024.
18. ↑  Zirkus-Unfall: Zuschauer (35) bei „Flic Flac“-Show verletzt. 5. Januar 2022, abgerufen am 29. Februar 2024.
19. ↑  Unfall beim Zirkus Flic Flac: Zwei Artisten stürzen aus „Todesrad“ - so geht es ihnen. 7. Januar 2022, abgerufen am 29. Februar 2024.